# Spinamblys fuscatorius
Spinamblys fuscatorius är en stekelart som beskrevs av Heinrich 1968. Spinamblys fuscatorius ingår i släktet Spinamblys och familjen brokparasitsteklar. Inga underarter finns listade i Catalogue of Life.